# シナイダ・アウラ
シナイダ・アウラ（Sinaida Aura、1991年5月10日 - ）は、ケニアの女子ラグビー選手。

## プロフィール
- ケニア・ナイロビ出身[1]。
- 身長 170cm、体重 65kg

## 略歴
2021年、東京五輪の7人制女子ケニア代表に選ばれた。